# 9795 Deprez
9795 Deprez è un asteroide della fascia principale. Scoperto nel 1996, presenta un'orbita caratterizzata da un semiasse maggiore pari a 2,9061087 UA e da un'eccentricità di 0,0682539, inclinata di 1,83602° rispetto all'eclittica.